# たま (イラストレーター)
たまは、日本の映像作家、アニメーター。
主に、「＃コンパス 戦闘摂理解析システム」の「マルコス'55(CV:下野紘)」のデザインや、NHKの音楽番組「みんなのうた」の「少年と魔法のロボット」などのアニメーションを制作している。

## 作成作品一覧

### みんなのうた
- ◆は、5分間1曲枠の楽曲（ロングのうた）。
- 少年と魔法のロボット / 40mP feat.GUMI（2013年8月・9月放送）